# Usâma ibn Munqidh
Usâma ibn Munqidh (Arabisch: أسامة بن منقذ) (Shayzar, 4 juli 1095 - Damascus, 16 november 1188) is bekendste telg uit het geslacht van Banû Munkidh. Hij was een dichter, schrijver, krijger en politicus.

## Levensloop
Usâma ibn Munqidh werd in 1095 geboren in Shayzar, waar hij woonde tot 1131. Daarna sloot hij zich aan bij Imad ad-Din Zengî, heerser in het gebied rond het huidige Irak en Syrië die het vroege verzet leidde tegen de kruisvaarders. In 1138 werden hij en zijn broers echter van zijn geboorteland verbannen door hun machtige oom Sultan, de emir van Shayzar. Volgens de bronnen was Sultan jaloers op Usâma zijn militaire kundigheid en vreesde hij dat Usâma, in navolging van zijn vader, Sultans positie zou opeisen.
Hierop vertrok Usâma naar Damascus, waarvandaan hij in dienst van heerser Mu’in ad-Din Unur verschillende diplomatieke missies ondernam naar de Kruisvaarderstaten. In deze jaren bezocht hij Jeruzalem meerdere malen op diplomatieke missies. In 1144 was Usâma in de factiestrijd in Damascus verstrikt geraakt en werd hij wederom weggestuurd. Hij vertrok met zijn familie naar de Fatimiden in Egypte.
In dienst van grootvizier ‘Âdil ibn al-Sallar ondernam hij verschillende diplomatieke missies. Zo probeerde Usâma bondgenootschappen tegen de kruisvaarders te sluiten en vocht hij mee in de veldslagen rondom Ascalon. In 1153 was hij betrokken bij een complot om de grootvizier te vermoorden en een jaar later werd hij ontmaskerd bij een samenzwering tegen Al-Zâfir, de kalief van Egypte. Zijn vlucht bracht hem terug in Damascus waar hij een plaats vond aan het hof van Nûr ad-Dîn, die de stad net had veroverd. In zijn latere leven diende Usâma ibn Munqidh verder nog de Oguz-Turkse emir Artukid Kara-Arslân en Saladin, sultan van Egypte en Syrië. De relatie met Saladin bekoelde na enige tijd, en zijn laatste jaren leidde een verbitterd en teruggetrokken leven. Usâma ibn Munqidh stierf op 16 november 1188, op 93-jarige leeftijd.

## Poëzie en Schrijfwerk
Na zijn vlucht uit Egypte in 1154 wijdde Usâma ibn Munqidh zich meer en meer aan het schrijven. Hij schreef onder meer werken over retorica, geschiedenis en religie en poëzie. Deze werken stonden al tijdens zijn leven in hoog aanzien. Tijdgenoten als ‘Imād al- Dīn en Ibn ʿAsākir verwezen in hun eigen werk veel naar hem. Ook de eerste generaties schrijvers na Usâma’s dood zoals Ibn al-Athîr, AbūShāma en Ibn Khallikān, roemen zijn werk. Daarna raakte zijn werk in vergetelheid.
Zijn belangrijkste overgeleverde werk is zijn autobiografie Kitab al-I’tibar (Het boek van leren door voorbeeld). Volgens Phillip Hitti geeft dit boek ons echter niet een beeld van Usâma zelf, maar eerder van zijn ideale mensbeeld dat hij graag zelf had willen zijn. Het boek geeft voorbeelden om naar te leven.
- Bibliothèque nationale de France: cb11927366q (data)
- CiNii: DA01523445
- Digitale Bibliotheek voor de Nederlandse Letteren: munq001
- Gemeinsame Normdatei: 118625659
- International Standard Name Identifier: 0000 0001 2101 1890
- Library of Congress Control Number: n83206133
- Bibliotheek van het Japanse parlement: 00459418
- Nationale Bibliotheek van Tsjechië: xx0022909
- Nationale Bibliotheek van Israël: 987007269353005171
- Nederlandse Thesaurus van Auteursnamen: 071862528
- LIBRIS: 200178
- Système universitaire de documentation: 027172937
- Virtual International Authority File: 49232442